# 三浦絵理子
三浦 絵理子（みうら えりこ、1980年9月28日 - ）は、日本の元タレント、元アイドル。当時の所属事務所はスターダストプロモーション。埼玉県出身。

## 来歴・人物
1997年、日本テレビ系『FiVE』にてタレントデビュー。1998年、フジテレビ系『アイドルハイスクール 芸能女学館』にて沖弥生、佐藤千寿子、折田みゆき、橋本真実の4人と共にMISSIONのメンバーに選出される。1998年7月「素肌の季節」でCDデビュー。シングル4枚を発売するも、橋本の脱退や三浦の脱退などもあり2000年5月に解散した。
その後、三浦は再びソロ活動を開始し、CM多数、ドラマ『OLポリス』や『明日があるさ』（共に日本テレビ系）などに出演した。
埼玉県戸田市で子供服店「LOVE HITS」を経営していたが、2008年8月30日で閉店した。
バツイチで2児の母であることも告白している。
自身のブログで、2008年10月23日に芸能界復帰を発表したものの、2009年5月30日にブログで芸能界引退を発表した。

## 出演
個人として
- FiVE（日本テレビ、1997年4月 - 6月）
- OLポリス（日本テレビ、2000年8月）
- ストレートニュース 第2話（日本テレビ　2000年10月）
- OLポリス2（日本テレビ、2001年4月）
- 明日があるさ 第5話（日本テレビ、2001年4月）
- 月うさぎ恋わずらい（BS-i、2001年4月 - 降板時期は不明）

MISSIONとして
- アイドルハイスクール 芸能女学館（フジテレビ、1998年4月 - 1999年3月）
- ミュージックジャンプ（NHK BS2）
- MISSIONスクール（ニッポン放送、1998年10月 - 1999年3月）
- JUNGLE PARADISE（エフエム富士）